# Космоплан
Космоплан — это космический ракетоплан, который представлен следующими разновидностями:
1) орбитальный самолёт (ОС) или по-другому воздушно-космический самолёт (ВКС) как вторая ступень авиакосмической системы (АКС), выводимая на орбиту не только за счёт собственных двигателей, но и с помощью ракеты-носителя (РН); а также ракетных ступеней-ускорителей, либо крылатой 1-й ступенью АКС при вертикальном старте или самолётом-разгонщиком либо крылатой 1-й ступенью АКС при горизонтальном старте;
2) суборбитальный самолёт, предназначенный для космического туризма или используемый в исследовательских целях. Может также использоваться как разгонный блок (первая ступень) для орбитального самолёта.
В системах с горизонтальным стартом для запуска космопланов используется технология воздушный старт.

## История
Фактически первым в истории из реализованных космопланов, совершавших суборбитальные пилотируемые космические полёты и на 20 лет единственной АКС, был американский гиперзвуковой самолёт-ракетоплан North American X-15 1960-х годов. Тринадцать его полётов в США выше 80 км, а два из них, в которых была превышена граница космоса в 100 км, — и в мире (ФАИ) — признаны суборбитальными пилотируемыми космическими полётами, а их участники — астронавтами.
В 1960-х и позже годах в США и Союзе ССР существовали, но не были реализованы проекты орбитальных самолётов-космопланов. Проекты X-20 Dyna Soar в США, а также «Лапоток» и ЛКС в СССР, предусматривали вертикальный запуск космопланов на обычных РН. В нереализованном проекте советской АКС «Спираль» ОС-космоплан совершал горизонтальный старт с помощью крылатой первой ступени (гиперзвукового самолёта-разгонщика).
В США в 1980-х — 2000-х годах была совершена обширная программа из более 100 полётов первого в истории МТКК Спейс Шаттл с орбитальным самолётом-космопланом. Аналогичный, но запускаемый на РН, космоплан Союза ССР «Буран» совершил только один полёт на орбиту, и он был автоматизированный, без присутствия человека на борту. Ему предшествовали испытательные суборбитальные и орбитальные полёты прототипов космопланов БОР-4 и БОР-5, также запускаемых на РН.
В 1990-х — 2000-х годах существовали, но были отменены до стадии практической реализации проекты ряда многоразовых транспортных АКС с космопланами: 
в России — запускаемый с обычного самолёта космоплан МАКС, 
во Франции и Евросоюзе — запускаемый на РН космоплан «Гермес», 
в Японии — запускаемый на РН космоплан HOPE ( его прототип HIMES в 1987 году испытывался путем сбрасывания с вертолёта) и двухступенчатый ASSTS с горизонтальным стартом и посадкой, 
в Германии — двухступенчатый Зенгер-2 с горизонтальным стартом и посадкой, 
в Индии — запускаемый на РН космоплан Hyperplane и другие.
В США продолжается, с полётами на орбиту, проект Boeing X-37, экспериментального космоплана, запускаемого на РН. 
В начале XXI века в России существовал, но был отменён проект частично-многоразового крылатого космического корабля «Клипер», запускаемого на обычной РН.
Разрабатываются проекты: 
в Индии — запускаемый на РН космоплан-прототип одноступенчатой АКС-космолёта RLV/Avatar, 
в Китае — запускаемый на РН космоплан и его прототип «Шэньлун» и двухступенчатый МТКК с горизонтальным стартом и посадкой, 
на Украине — двуступенчатая АКС вертикального старта «Сура» 
и другие.
В начале XXI века начал развиваться частный космический туризм, в числе которого возникло и развивается несколько проектов частных суборбитальных пилотируемых космических кораблей многоразового использования — космопланов. В 2004 году были совершены полёты первого из таких аппаратов испытательного SpaceShipOne компании «Virgin Galactic». Развитием программы стал SpaceShipTwo для штатных полётов. Следующими предполагаются не доходящие до космоса суборбитальные XCOR Lynx и другие частные аппараты-космопланы.
Ещё одним проектом в данной области является Dream Chaser, многоразовый космический корабль, разрабатываемый американской компанией Sierra Nevada. Корабль предназначен для доставки на низкую околоземную орбиту грузов и экипажей численностью до 7 человек. Испытательный запуск корабля планируется осуществить летом 2023 г.